# 필리스 딜러
필리스 딜러(Phyllis Diller, 1917년 7월 17일 ~ 2012년 8월 20일)는 미국의 배우이자 희극인이다.